# Rhamphorhynchus
Rhamphorhynchus és un gènere de pterosaure ramforrínquid que visqué al Juràssic superior, fa entre 150 i 140 milions d'anys a Europa. L'espècie més grossa presentava una longitud alar de fins a 1,75 metres i podia arribar a pesar 2 kilograms.
El quart dit de la mà, unes vint vegades més llarg que la resta i constituït per quatre falanges, sostenia la membrana de pell que formava cada ala. Les falanges del dit alar eren de forma arrodonida, però presentaven una inserció especial que garantia la unió de la porció de pell alar. Molts pterosaures, entre ells Rhamphorhynchus, estaven dotats d'un osset anomenat pteroide. L'estèrnum estava constituït per una placa ossia gruixuda amb una prominència que permetia la inserció d'una musculatura molt poderosa.
Les troballes fòssils de Rhamphorhynchus es remunten als segles xviii i xix. El seu descobriment tingué lloc a Solnhofen, Baviera.